# Fútbol playa en los Juegos Asiáticos de Playa
El fútbol playa en los Juegos Asiáticos de Playa es la competición de ese deporte, que se celebra en el marco de los Juegos Asiáticos de Playa. Se realizó por primera vez en 2008.

## Palmarés
| Año          | Sede    | · Oro           | Final Resultado | · Plata         | · Bronce        | Resultado | 4º lugar      |
| ------------ | ------- | --------------- | --------------- | --------------- | --------------- | --------- | ------------- |
| 2008 Detalle | Bali    | Omán            | 3:1             | Emiratos Árabes | Baréin          | 2:1       | Corea del Sur |
| 2010 Detalle | Mascate | Emiratos Árabes | 2:2 (2:1 pen.)  | Omán            | Irán            | 6:1       | China         |
| 2012 Detalle | Haiyang | Irán            | 2:0             | China           | Palestina       | 6:5       | Líbano        |
| 2014 Detalle | Phuket  | Irán            | 4:3             | Japón           | Emiratos Árabes | 8:2       | Vietnam       |
| 2016 Detalle | Da Nang | Japón           | 4:3 (pró.)      | Omán            | Líbano          | 9:5       | Afganistán    |

## Títulos por país
| País                   | Oro | Plata | Bronce | Total |
| ---------------------- | --- | ----- | ------ | ----- |
| Irán                   | 2   | 0     | 1      | 3     |
| Omán                   | 1   | 2     | 0      | 3     |
| Emiratos Árabes Unidos | 1   | 1     | 1      | 3     |
| Japón                  | 1   | 1     | 0      | 2     |
| China                  | 0   | 1     | 0      | 1     |
| Baréin                 | 0   | 0     | 1      | 1     |
| Líbano                 | 0   | 0     | 1      | 1     |
| Palestina              | 0   | 0     | 1      | 1     |